# Pallacanestro Marsala 1992-1993
La Pallacanestro Marsala 1992-1993 ha preso parte al campionato di Serie A2. Era sponsorizzata dalla Medinform.
Neopromossa, si è classificata al 16º posto della Serie A2 ed è retrocessa in Serie B d'Eccellenza.